# Lamellidoris pusilla
Lamellidoris pusilla är en snäckart som först beskrevs av Joshua Alder och Hancock 1845.  I den svenska databasen Dyntaxa används istället namnet Onchidoris pusilla. Enligt Catalogue of Life ingår Lamellidoris pusilla i släktet Lamellidoris och familjen Onchidorididae, men enligt Dyntaxa är tillhörigheten istället släktet Onchidoris och familjen Onchidorididae. Arten är reproducerande i Sverige. Inga underarter finns listade i Catalogue of Life.